# 瑪西蒂·芮爾
瑪西蒂·芮爾（英語：Mercedes Ruehl，1948年2月28日—），美國女演員。
1991年，瑪西蒂·芮爾以《奇幻城市》（The Fisher King）獲得奧斯卡最佳女配角獎。

## 連接
- 互聯網百老匯資料庫（IBDB）上瑪西蒂·芮爾的資料（英文）
- 瑪西蒂·芮爾在互联网电影资料库（IMDb）上的資料（英文）